# Звездан Чебинац
Звездан Чебинац (Београд, 8. децембар 1939 — Арау, 18. фебруар 2012) био је југословенски и српски фудбалер и фудбалски тренер. Тренерску каријеру је направио у Швајцарској.

## Биографија
Звездан Чебинац је рођен у Београду у спортској породици, мајка Зрнка била је атлетичарка и шампионка Краљевине Југославије на 80 метара са препонама, а његов брат близанац Срђан, такође успешан фудбалер, играо је у Партизану, ОФК Београду и Келну једну утакмицу за Фудбалску репрезентацију Југославије. Звездан Чебинац од 1966. године живи у иностранству а спортску пензију је провео у Швајцарској.

## Спортска биографија

### Клубови
Чебинац је своју фудбалску каријеру започео 1954. године у пионирској екипи Партизана. Првотимац је постао 1958. године. Најбоље се сналазио на позицији десног крила и у тој улози је помогао Партизану да освоји три шампионске титуле 1960/61, 1961/62 и 1962/63.
У првенству 1964/65 је играо за Црвену звезду за коју је одиграо 13 лигашких утакмица и постигао два гола.
После тога је фудбалску каријеру наставио у Холандији, где је играо за ПСВ Ајндховен (1966–67), посл прелази у Немачку где прво игра за Нирнберг (1967–69) са којим осваја шампионат Бундеслиге, па после прелази у Хановер (1969–71), Германију (1971–72) и швајцарски Нордштерн (1972–75).

### Репрезентација
За Б репрезентацију Југославије је одиграо једну утакмицу (1959), једну утакмицу је одиграо за Младу репрезентацију Југославије и осам утакмица за Омладинску репрезентацију Југославије где је постигао и један гол. За сениорску репрезентацију Југославије дебитовао је 21. октобра 1959. против Израела (2:2) у Тел Авиву, у квалификацијама за Олимпијске игре, а последњу утакмицу одиграо је 22. новембра 1964. против екипе Совјетског Савеза (1:1) у Београду.
Чебинац са репрезентацијом није имао успеха колико на клупском плану. Није успео да учествује ни на једном од великих такмичења, ни на европском, ни на светском првенству. Једна од атрактивнијих утакмица на којој је играо је била утакмица коју је Југославија играла против репрезентације Европе. Утакмица је одиграна 23. септембра 1964. године у Београду на стадиону ЈНА пред 20.000 гледалаца.
| 23. септембар 1964. Пријатељска утакмица |              |                                                                 |                                                                                |
| Југославија                              | 2-7          | Европа                                                          | Град: Београд Стадион ЈНА Судија: Годфрид Динст (Швајцарска) Гледалаца: 20.000 |
| Костић 31’ · Галић 62’                   | (Статистика) | Зелер 22’ 68’ · Еузебио 24’ (пен) 43’ 52’ 56’ · Жозе Агусто 67’ | Град: Београд Стадион ЈНА Судија: Годфрид Динст (Швајцарска) Гледалаца: 20.000 |

| Репрезентација Југославије | Репрезентација Европе |

| Југославија:   |    |                  |  |     |
|                |    |                  |  |     |
| ГО             | 1  | Милутин Шошкић   |  | 46’ |
| ОД             | 2  | Рудолф Белин     |  |     |
| ОД             | 3  | Фахрудин Јусуфи  |  |     |
| ОД             | 4  | Војислав Мелић   |  |     |
| ОД             | 5  | Велибор Васовић  |  |     |
| СР             | 6  | Милан Чоп        |  |     |
| СР             | 7  | Спасоје Самарџић |  | 65’ |
| СР             | 8  | Славен Замбата   |  |     |
| НА             | 9  | Милан Галић      |  |     |
| НА             | 10 | Бора Костић      |  |     |
| НА             | 11 | Јосип Скоблар    |  |     |
| Замене:        |    |                  |  |     |
| ГО             | 12 | Златко Шкорић    |  | 46’ |
| СР             | 13 | Звездан Чебинац  |  | 65’ |
| Селектор:      |    |                  |  |     |
| Љубомир Ловрић |    |                  |  |     |

| Европа:    |    |                      |  |     |
|            |    |                      |  |     |
| ГО         | 1  | Лав Јашин            |  |     |
| ОД         | 2  | Лала                 |  |     |
| ОД         | 3  | Плушкал              |  |     |
| ОД         | 4  | Месељ                |  |     |
| ОД         | 5  | Карл Хајнц Шнелингер |  |     |
| СР         | 6  | Вороњин              |  |     |
| СР         | 7  | Јосеф Масопуст       |  |     |
| СР         | 8  | Жозе Агусто          |  |     |
| НА         | 9  | Уве Зелер            |  |     |
| НА         | 10 | Еузебио              |  |     |
| НА         | 11 | Симеш                |  | 46’ |
| Замене:    |    |                      |  |     |
| НА         | 12 | Шандор               |  | 46’ |
| Селектор:  |    |                      |  |     |
| Хелмут Шен |    |                      |  |     |

### Тренерска каријера
Тренерску каријеру је започео 1972. године у Нордштерну и са прекидима се бавио тренерским позивом све до 1995. године кад је једну сезону седео на тренерској клупи швајцарског Офтрингена.